# Reforged - Riding on Fire
Reforged – Riding On Fire è la prima raccolta di successi del gruppo tedesco Iron Savior, pubblicato nel 2017.

## Il disco
Il disco è uscito il 22 novembre 2017 in Giappone e l'8 dicembre 2017 in Europa in versione doppio disco.
Tutti i brani contenuti nella raccolta sono stati completamente ri-registrati; infatti le canzoni più popolari a partire dal debutto omonimo del 1997 fino al disco Battering Ram del 2004, e pubblicate sotto l'etichetta Noise Records, impedivano la realizzazione del disco in quanto non potevano essere incluse per motivi legali.
Piet Sielck spiega che benché i primi album non potessero essere ri-pubblicati, era tuttavia libero di registrarli nuovamente: "Non possiamo ristampare gli album che abbiamo pubblicato per Noise Records in quella che era la loro forma originaria, ma siamo liberi di ri-registrare dei pezzi da questi album. Abbiamo preso questa cosa come una sfida e con molto entusiasmo".
Questo è anche il disco di debutto del nuovo batterista Patrick Klose, subentrato a Thomas Nack nei primi mesi del 2017.

## Tracce

### CD 1
1. Riding on Fire – 4:56
2. Battering Ram – 4:52
3. Brave New World – 4:34
4. Prisoner of the Void – 4:45
5. Titans of our Time – 3:57
6. Eye to Eye – 5:59
7. For the World – 5:27
8. Mindfeeder – 4:47
9. Watcher in the Sky – 5:28
10. Mind over Matter – 5:37

### CD 2
1. Warrior – 4:50
2. Iron Savior – 4:28
3. Tales of the Bold – 5:32
4. No Heroes – 4:15
5. Break the Curse – 4:39
6. Condition Red – 4:59
7. Protector – 4:37
8. I've Been to Hell – 4:06
9. Atlantis Falling – 4:36

## Formazione

### Gruppo
- Piet Sielck – voce, chitarra
- Joachim Küstner – chitarra, voce
- Jan S. Eckert – basso
- Patrick Klose – batteria

### Produzione
- Piet Sielck – registrazione, missaggio, mastering